# Popillia pilicrus
Popillia pilicrus är en skalbaggsart som beskrevs av Ohaus 1914. Popillia pilicrus ingår i släktet Popillia och familjen Rutelidae. Inga underarter finns listade i Catalogue of Life.